# Blas Sosa
Blas Ezequiel Sosa (Rawson, 24 de julio de 1992), conocido como Blas Sosa, es un futbolista argentino que juega como delantero. Jugador reconocido del Club Atlético Germinal, donde jugó desde las infantiles hasta su debut en primera. Desde 2024 integra el plantel de Club Deportivo Águila de la Primera División de El Salvador.

## Trayectoria
[03/2008] - [06/2017]: Club Atlético Germinal - Liga Del Valle
[07/2017] - [06/2018]: Talleres de Remedios de Escalada - Primera B Metropolitana
[07/2018] - [12/2018]: Ferro Carril Oeste de Gral. Pico - Torneo Federal A
[01/2019] - [06/2019]: Sacachispas - Primera B
[07/2019] - [10/2019]: Club Atlético Germinal - Liga Del Valle
[10/2019] - [12/2019]: C.A.I de Comodoro Rivadavia - Torneo Argentino B
[01/2020] - [12/2020]: Club Atlético Germinal - Liga Del Valle
[02/2021] - [06/2021]: River de Mar del Plata - Liga Marplatense
[02/2022] - [11/2022]: El Porvenir - Primera C Nacional
[01/2023] - [06/2024]: San Martin de Burzaco - Primera C Nacional
[06/2024] - [Actualidad]: Club Deportivo Águila - Primera División de El Salvador
- Datos: Q126868973